# Ešinantus
Ešinantus (lat. Aeschynanthus), rod vazdazelenog bilja iz Kine i tropske Azije. Pripada 184 (po Kew–u 185) vrsta trajnica, polugrmova, grmova, penjačica i puzačica iz porodice gesnerijevki (Gesneriaceae). 

## Opis
Aeschynanthus je kao rod ustanovio William Jack 1823. godine; liječnik i botaničar, umro je na Sumatri 1822. u dobi od 27 godina, a gotovo sav njegov botanički rad objavljen je posthumno.
Aeschynanthus je veliki rod koji se sastoji od približno 180 vrsta loze porijeklom iz južne Azije, od Indije na zapadu do Solomonskih otoka na istoku. Sve vrste su epifitne, iako neke vrste mogu biti i litofitne ili puzati po tlu. Grane mogu biti viseće (npr. A. gracilis), puzave (npr. A. pulcher), lučne i viseće (npr. A. fulgens) ili uspravne (npr. A. andersonii). U čvorovima se mogu formirati adventivni korijeni. Listovi su tipično nasuprotni, ali mogu biti zaobljeni kao kod A. augustifolius. Listovi u paru su iste veličine i često su debeli i kožasti. To je zbog velikih stanica u hipodermisu koje skladište vodu, pomažući u sprječavanju isušivanja, na što su epifitske biljke osjetljive.
Cvatovi rađaju u grozdovima u pazušcima uzduž trsa loze ili pri kraju trsa. Vjenčić ima jednu ravninu simetrije, cjevast je i uvijek zakrivljen, obično najduži na gornjoj površini. Cvjetovi su peterokraki: dva gornja, dva bočna i jedan donji. Boja vjenčića je općenito crvena ili narančasta, ali se rjeđe pojavljuju žuta, ružičasta i zelena. U grlu se često pojavljuju pruge različitih kontrastnih boja. Cvjetovi su snažno protandrozni (prvo sazrijevaju muški dijelovi, uvenu, a zatim sazrijevaju ženski) i nose dva para prašnika. Velika količina proizvedenog nektara s niskim sadržajem saharoze ukazuje na oprašivanje od strane ptica. Svaka čaška sadrži pet čašičnih listića koji su slobodni do baze ili mogu biti gotovo potpuno srasli u cijev. Čaška sazrijeva puno prije vjenčića i može se napuniti vodom kod onih vrsta koje imaju spojenu čašku, što možda služi kao zaštita od insekata.
Sjemenke se razvijaju u dugačkoj, uskoj čahuri. Sve sjemenke imaju najmanje dva dodatka. Jedan je blizu mjesta gdje se sjeme veže za kapsulu (hilarni kraj), a jedan na suprotnom (apeksnom) kraju. Kod nekih vrsta, kao što je Aeschynanthus radicans, nakupina napuhanih stanica koje se nazivaju mjehuraste stanice pojavljuje se na hilarnom kraju sjemena. Apikalni dodatak može biti dug ili kratak i čvrst. Hilarni dodaci su ili jedan u broju, koji su zatim kratki i čvrsti (npr. A. rhododendron), srednji (npr. A. acuminatus) ili dugi i poput niti. Ovi dodaci pomažu u raspršivanju vjetrom i također mogu pomoći pričvršćivanju sjemena na mokru koru nakon slijetanja.
Aeschynanthus je podijeljen u šest odjeljaka koji se uglavnom temelje na svojstvima sjemena, iako je odjeljak Xanthanthos (Wang) definiran na temelju svojstava vjenčića i sadrži samo dvije vrste. I SEM studija sjemena i studija nrDNA zaključile su da se Aeschynanthus sastoji od dva kladusa, od kojih svaki sadrži tri dijela. Većina vrsta iz odjeljka Haplotrichium pripada jednom kladusu, ali nekoliko vrsta pripada drugom. Međutim, genetička studija promatrala je samo jedan gen i potrebna su snažnija istraživanja prije nego što se dovrši bilo kakva reorganizacija roda. U ovom trenutku najbolje je jednostavno imati na umu da postoje problemi s rasporedom sekcija i da još treba raditi.
Aeschynanthus je lako uzgajati u kući jer dobro uspijevaju na tipičnim temperaturama i razinama vlažnosti u kućanstvu. Dobro se snalaze na svijetlom prozoru bez dugih razdoblja izravnog sunca koje ih može opeći. Isušivanje nekoliko dana između zalijevanja nije štetno. Široka lepeza vrsta omogućuje uzgajivačima da odaberu biljke koje mogu biti prilično upadljive kada procvjetaju, a mnoge imaju lišće koje je i arhitektonski privlačno. Neki, poput A. longicaulis, imaju prekrasno išarano lišće, što ih čini zanimljivima čak i kada ne cvatu. Mnoge biljke rastu male veličine, poput A. 'Coral Flame' (otprilike 0,5 metara loze) i A. gracilis. Veće rastuće biljke uključuju A. ‘Thai Pink’, koja brzo naraste do 2 metra, i A. radicans. Obje ove biljke imaju velike cvjetove koji su u lijepom kontrastu s njihovom spojenom čaškom.

## Vrste
1. Aeschynanthus acuminatissimus W.T.Wang
2. Aeschynanthus acuminatus Wall. ex A.DC.
3. Aeschynanthus albidus (Blume) Steud.
4. Aeschynanthus amboinensis (Merr.) Mendum
5. Aeschynanthus amoenus C.B.Clarke
6. Aeschynanthus andersonii C.B.Clarke
7. Aeschynanthus angustifolius (Blume) Steud.
8. Aeschynanthus angustioblongus W.T.Wang
9. Aeschynanthus apicidens Hance
10. Aeschynanthus arctocalyx Mendum & Madulid
11. Aeschynanthus arfakensis C.B.Clarke
12. Aeschynanthus argentii Mendum
13. Aeschynanthus asclepioides (Elmer) B.L.Burtt & P.Woods
14. Aeschynanthus atrorubens Schltr.
15. Aeschynanthus atrosanguineus Van Houtte ex C.B.Clarke
16. Aeschynanthus batakiorum Mendum & Madulid
17. Aeschynanthus batesii Mendum
18. Aeschynanthus brachyphyllus S.Moore
19. Aeschynanthus bracteatus Wall. ex A.DC.
20. Aeschynanthus breviflorus (S.Moore) K.Schum.
21. Aeschynanthus burttii Mendum
22. Aeschynanthus buxifolius Hemsl.
23. Aeschynanthus calanthus Schltr.
24. Aeschynanthus cambodiensis D.J.Middleton
25. Aeschynanthus camiguinensis Kraenzl.
26. Aeschynanthus candidus Hend. ex C.B.Clarke
27. Aeschynanthus cardinalis (H.F.Copel. ex Merr.) Schltr.
28. Aeschynanthus caudatus C.B.Clarke
29. Aeschynanthus celebicus Koord.
30. Aeschynanthus ceylanicus Gardner
31. Aeschynanthus chiritoides C.B.Clarke
32. Aeschynanthus chorisepalus Orr
33. Aeschynanthus chrysanthus P.Woods
34. Aeschynanthus citrinus Mendum & S.M.Scott
35. Aeschynanthus copelandii (Merr.) Schltr.
36. Aeschynanthus cordifolius Hook.
37. Aeschynanthus crassifolius (Elmer) Schltr.
38. Aeschynanthus cryptanthus C.B.Clarke
39. Aeschynanthus cuernosensis (Elmer) Schltr.
40. Aeschynanthus curtisii C.B.Clarke
41. Aeschynanthus curvicalyx Mendum
42. Aeschynanthus dasycalyx Hallier f.
43. Aeschynanthus dempoensis S.Moore
44. Aeschynanthus dischidioides (Ridl.) D.J.Middleton
45. Aeschynanthus dischorensis Schltr.
46. Aeschynanthus ellipticus K.Schum. & Lauterb.
47. Aeschynanthus elmeri Mendum
48. Aeschynanthus elongatus C.B.Clarke
49. Aeschynanthus everettianus Kraenzl.
50. Aeschynanthus fecundus P.Woods
51. Aeschynanthus firmus Kraenzl.
52. Aeschynanthus flammeus Schltr.
53. Aeschynanthus flavidus Mendum & P.Woods
54. Aeschynanthus forbesii (S.Moore) K.Schum.
55. Aeschynanthus foxworthyi Kraenzl.
56. Aeschynanthus fruticosus Ridl.
57. Aeschynanthus fulgens Wall. ex R.Br.
58. Aeschynanthus garrettii Craib
59. Aeschynanthus geminatus Zoll. & Moritzi
60. Aeschynanthus gesneriflorus S.Moore
61. Aeschynanthus gjellerupii Schltr.
62. Aeschynanthus glomeriflorus Kraenzl.
63. Aeschynanthus gracilis C.S.P.Parish ex C.B.Clarke
64. Aeschynanthus guttatus P.Woods
65. Aeschynanthus hartleyi P.Woods
66. Aeschynanthus hians C.B.Clarke
67. Aeschynanthus hispidus Schltr.
68. Aeschynanthus hookeri C.B.Clarke
69. Aeschynanthus horsfieldii R.Br.
70. Aeschynanthus hosseusii Pellegr.
71. Aeschynanthus humilis Hemsl.
72. Aeschynanthus impar Schltr.
73. Aeschynanthus intermedia Teijsm. & Binn.
74. Aeschynanthus intraflavus Mendum
75. Aeschynanthus irigaensis (Merr.) B.L.Burtt & P.Woods
76. Aeschynanthus janowskyi Schltr.
77. Aeschynanthus jouyi D.J.Middleton
78. Aeschynanthus kermesinus Schltr.
79. Aeschynanthus kingii C.B.Clarke
80. Aeschynanthus lancilimbus W.T.Wang
81. Aeschynanthus lasianthus W.T.Wang
82. Aeschynanthus lasiocalyx W.T.Wang
83. Aeschynanthus lepidospermus C.B.Clarke
84. Aeschynanthus leptocladus C.B.Clarke
85. Aeschynanthus leucothamnos Kraenzl.
86. Aeschynanthus levipes C.B.Clarke
87. Aeschynanthus ligustrinus Schltr.
88. Aeschynanthus linearifolius C.E.C.Fisch.
89. Aeschynanthus lineatus Craib
90. Aeschynanthus littoralis (Merr.) Schltr.
91. Aeschynanthus lobaticalyx Mendum
92. Aeschynanthus loheri Kraenzl.
93. Aeschynanthus longicaulis Wall. ex R.Br.
94. Aeschynanthus longiflorus (Blume) A.DC.
95. Aeschynanthus macrocalyx C.B.Clarke
96. Aeschynanthus madulidii Mendum
97. Aeschynanthus magnificus Stapf
98. Aeschynanthus mannii Kurz ex C.B.Clarke
99. Aeschynanthus maoi Debta & A.Shenoy
100. Aeschynanthus marginatus Ridl.
101. Aeschynanthus masoniae Kurz ex C.B.Clarke
102. Aeschynanthus medogensis W.T.Wang
103. Aeschynanthus membranifolius (Costantin) D.J.Middleton
104. Aeschynanthus mendumiae D.J.Middleton
105. Aeschynanthus mengxingensis W.T.Wang
106. Aeschynanthus meo K.Schum.
107. Aeschynanthus micranthus C.B.Clarke
108. Aeschynanthus microcardius B.L.Burtt & R.A.Davidson
109. Aeschynanthus microphyllus C.B.Clarke
110. Aeschynanthus microtrichus C.B.Clarke
111. Aeschynanthus miniaceus B.L.Burtt & P.Woods
112. Aeschynanthus miniatus Lindl.
113. Aeschynanthus minutifolius D.J.Middleton
114. Aeschynanthus mollis Schltr.
115. Aeschynanthus monetarius Dunn
116. Aeschynanthus moningerae (Merr.) Chun
117. Aeschynanthus montisucris P.Royen
118. Aeschynanthus murthyanus R.Kr.Singh & Arigela
119. Aeschynanthus musaensis P.Woods
120. Aeschynanthus myrtifolius Schltr.
121. Aeschynanthus nabirensis Kaneh. & Hatus.
122. Aeschynanthus nervosus (Elmer) Schltr.
123. Aeschynanthus nummularius (Burkill & S.Moore) K.Schum.
124. Aeschynanthus obconicus C.B.Clarke
125. Aeschynanthus ovatus (Merr.) Schltr.
126. Aeschynanthus oxychlamys Mendum
127. Aeschynanthus pachyanthus Schltr.
128. Aeschynanthus papuanus (Schltr.) B.L.Burtt
129. Aeschynanthus parasiticus (Roxb.) Wall.
130. Aeschynanthus parviflorus (D.Don) Spreng.
131. Aeschynanthus pedunculatus D.J.Middleton
132. Aeschynanthus pergracilis Kraenzl.
133. Aeschynanthus perrottetii A.DC.
134. Aeschynanthus phaeotrichus Schltr.
135. Aeschynanthus philippinensis C.B.Clarke
136. Aeschynanthus planipetiolatus H.W.Li
137. Aeschynanthus podocarpus C.B.Clarke
138. Aeschynanthus poilanei Pellegr.
139. Aeschynanthus polillensis Kraenzl.
140. Aeschynanthus praelongus Kraenzl.
141. Aeschynanthus pseudohybridus Mendum
142. Aeschynanthus pulcher (Blume) G.Don
143. Aeschynanthus pullei Schltr.
144. Aeschynanthus radicans Jack
145. Aeschynanthus rarus Schltr.
146. Aeschynanthus reiekensis Lalhlupuii, S.D.Khomdram & S.D.Yumkham
147. Aeschynanthus rhododendron Ridl.
148. Aeschynanthus rhodophyllus Kraenzl.
149. Aeschynanthus roseoflorus Mendum
150. Aeschynanthus roseus Schltr.
151. Aeschynanthus rubiginosus Teijsm. & Binn.
152. Aeschynanthus sanguineus Schltr.
153. Aeschynanthus serpens Kraenzl.
154. Aeschynanthus setosus Kraenzl.
155. Aeschynanthus sinolongicalyx W.T.Wang
156. Aeschynanthus siphonanthus C.B.Clarke
157. Aeschynanthus smaragdinus F.Wen & J.Q.Qin
158. Aeschynanthus sojolianus Mendum & L.E.R.Galloway
159. Aeschynanthus solomonensis P.Woods
160. Aeschynanthus speciosus Hook.
161. Aeschynanthus stenocalyx Kraenzl.
162. Aeschynanthus stenosepalus J.Anthony
163. Aeschynanthus stenosiphon Schltr.
164. Aeschynanthus suborbiculatus S.Moore
165. Aeschynanthus superbus C.B.Clarke
166. Aeschynanthus tenericaulis Diels
167. Aeschynanthus tengchungensis W.T.Wang
168. Aeschynanthus tenuis Hand.-Mazz.
169. Aeschynanthus teysmannianus Miq.
170. Aeschynanthus tirapensis Bhattacharyya
171. Aeschynanthus torricellensis Schltr.
172. Aeschynanthus trichocalyx Kraenzl.
173. Aeschynanthus tricolor Hook.
174. Aeschynanthus truncatus (Elmer) Schltr.
175. Aeschynanthus tubiflorus C.B.Clarke
176. Aeschynanthus tubulosus J.Anthony
177. Aeschynanthus verticillatus C.B.Clarke
178. Aeschynanthus vinaceus P.Woods
179. Aeschynanthus viridiflorus Teijsm. & Binn.
180. Aeschynanthus volubilis Jack
181. Aeschynanthus wallichii R.Br.
182. Aeschynanthus wardii Merr.
183. Aeschynanthus warianus Schltr.
184. Aeschynanthus zamboangensis Kraenzl.